# Ivan Leko (pedagog)
Ivan Leko (Proložac, 18. listopada 1914. – Zagreb, 30. ožujka 1983.), hrvatski pedagog.
Pučku školu je pohađao u Prološcu. 1926. godine upisuje se u građansku školu u Imotskom koju završava 1930. godine. Tada uspješno polaže prijemni ispit za učiteljsku školu u Zagrebu u kojoj stječe zvanje učitelja 1935. godine. Od tada počinje  njegov predani i mukotrpni rad s djecom, s ljudima boreći se za pravdu i slobodu.
Kao učitelj početnik i idealista radi u siromašnim krajevima oko Benkovca, Knina, Drniša i Imotskog. Ne uči samo djecu, Razvija prosvjetiteljski rad u cijeloj okolici, pomažući ljudima u svim poslovima, savjetujući ih. Za takve svoje poglede postao je za tadašnju vlast nepoćudan, pa biva često premještan.
Ivan Leko nastavlja svoj prosvjetiteljski rad sve do početka 2. svjetskog rata u Drnišu. Tu je uhapšen pa je jedno vrijeme proveo u zatvoru, a kasnije i u koncentracijskom logoru iz kojeg se izbavio razmjenom.
Svoje učiteljevanje nastavlja u oslobođenim mjestima Dalmacije. Poslije rata radio je jedno vrijeme u Komisiji Izvršnog vijeća NR. Hrvatske za izgradnju narodne vlasti. Bio je pomoćnik ministra prosvjete, a zatim sekretar Savjeta za prosvjetu. Kako je završio i Filozofski fakultet u Zagrebu radio je i kao profesor na Pedagoškoj akademiji u Zagrebu.
U svom predanom radu zaslužan je za uvođenje obveznog osmogodišnjeg školovanja i bio jedan od prvih tvoraca prve školske reforme. Objavio je niz članaka iz područja pedagogije u dnevnom i stručnom tisku. Svakom svom poslu posvećivao se sav, unoseći zanos u vječnom sukobu sa zastarjelim shvaćanjem. Volio je ljude i shvaćao ih u stalnoj potrazi dobroga u njima. 
Pomagao je učenicima i studentima prilikom upisa u škole i fakultete. Želio je da se što više mladih ljudi školuje. Čitav svoj život borio se za prava i slobodu čovjeka. Uočavao je da srpska vlast u bivšoj Jugoslaviji želi zatrti hrvatsko ime pa je i on sudjelovao u Hrvatskom proljeću nakon čega je smijenjen sa svih svojih funkcija.
Želio je slobodnu i nezavisnu Hrvatsku, ali ju nažalost nije dočekao. Prilikom boravka u Imotskom i Prološcu Janko Bobetko je izjavio da mu je pokojni Leko rekao pred svoju smrt da mu je žao što neće dočekati slobodu svoje drage Hrvatske čiju je samostalnost već tada nazreo i prorekao.
Glavna djela: 
- Mjesto i uloga učeničkih zadruga (1958.)
- Osnovna škola: odgojno-obrazovna struktura (koautor, 1960)
- Novi školski sistem (1961)
- Uvod u pedagogiju (1969)
- Velike revolucije i obrazovanje (1969).